# Polyclinidae
Polyclinidae — rodzina żachw z rzędu Enterogona, podrzędu Aplousobranchia.
Do rodziny należą następujące rodzaje:
- Aplidiopsis Lahille, 1890
- Aplidium Savigny, 1816
- Euherdmania Ritter, 1904
- Morchellium Giard, 1872
- Polyclinum Savigny, 1816
- Ritterella Harant, 1931
- Synoicum Phipps, 1774.